# Dacnis cayana
O saí-azul (Dacnis cayana), também conhecido por saí-bicudo, é uma ave passeriforme da família Thraupidae.

## Etimologia
O nome "saí" vem to tupi sa'i. É possível também que venha da sa'ioby'i, que em português resultaria em "saí-azul-pequeno". "Saí-azul" é uma das variedades do nome da espécie.
O nome "saí-azul" foi selecionado como nome vernáculo técnico para a espécie pelo Comitê Brasileiro de Registros Ornitológicos.

## Caracterização

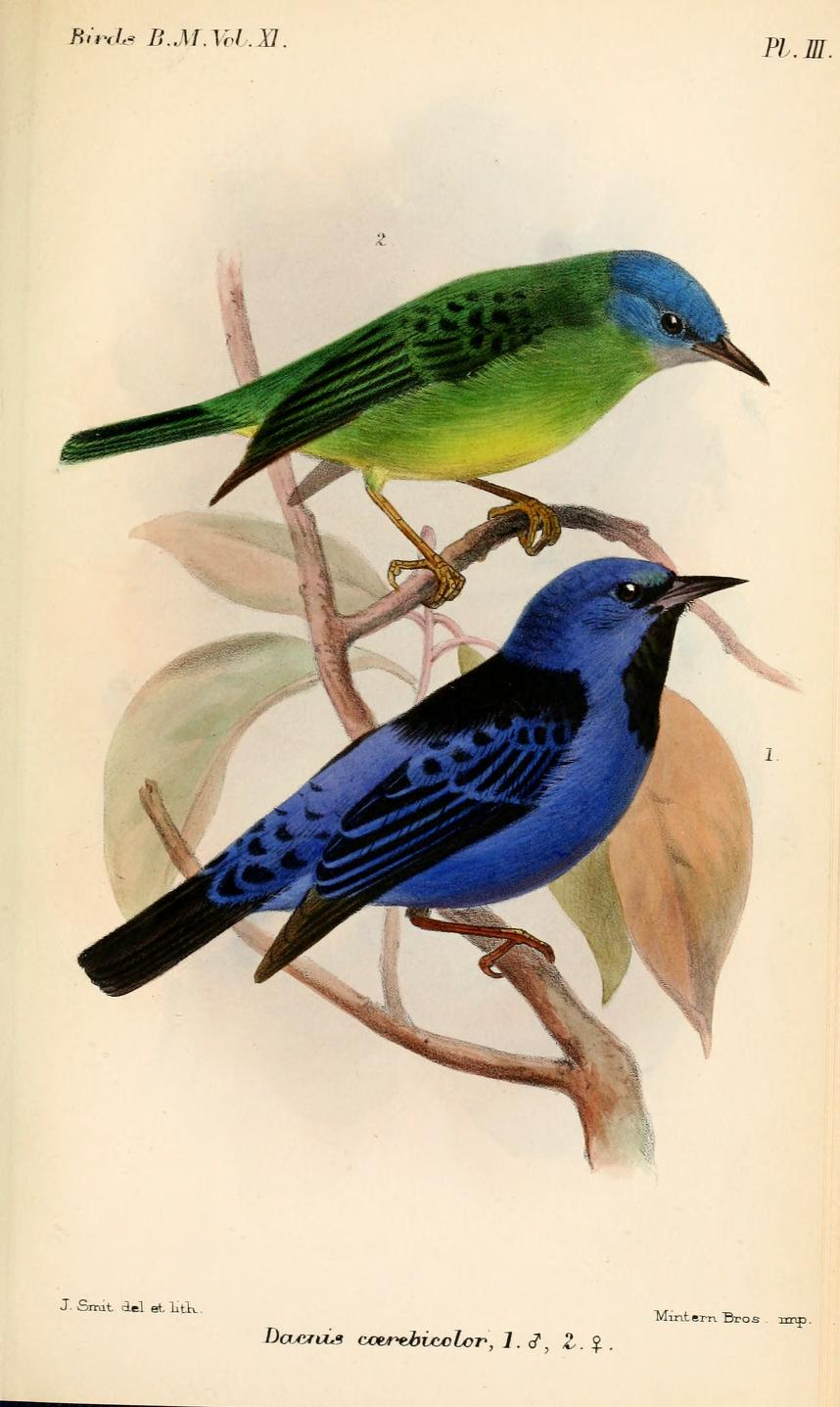
Dacnis cayana coerebicolor

O saí-azul mede aproximadamente 13 cm de comprimento e pesa, em média, 16 gramas. Apresenta acentuado dimorfismo sexual: o macho é azul e negro, com as pernas vermelho-claras, enquanto a fêmea é verde, com a cabeça azulada e pernas alaranjadas.
Habita matas ciliares e abertas, plantações no interior de matas e jardins. Alimenta-se de néctar e insetos.
Vive em casais ou pequenos grupos. No interior da mata fechada, vive na copa das árvores, mas quando está na borda da floresta, ou em jardins, forrageia a poucos metros do solo. Realiza manobras de forrageio acrobáticas, pendurando-se nos galhos com frequência. Também visita bebedouros para beija-flores.
O ninho é uma taça profunda, feita de fibras finas, colocado de 5 a 7 m do solo, entre as folhas externas de uma árvore. A construção do ninho é tarefa da fêmea, que é protegida pelo macho contra intrusos. Os 2 ou 3 ovos são esbranquiçados ou branco-esverdeados com manchas cinza-claras e são incubados pela fêmea. Durante este período ela é, às vezes, alimentada pelo macho. Os filhotes são alimentados pelo casal e permanecem no ninho cerca de 13 dias.